# Sandra Golpe
 (juillet 2025).
Motif : Insuffisamment de sources secondaires démontrant le notoriété requise pour un article Cf WP:CAA et WP:NPER
- Archive Wikiwix
- Bing
- Cairn
- DuckDuckGo
- E. Universalis
- Gallica
- Google
- G. Books
- G. News
- G. Scholar
- Persée
- Qwant
- (zh) Baidu
- (ru) Yandex
- (wd) trouver des œuvres sur Wikidata

| 1. | Préciser le motif de la pose du bandeau. | Précisez le motif de la pose du bandeau en utilisant la syntaxe suivante : {{admissibilité à vérifier\|date=juillet 2025\|motif=remplacez ce texte par le motif}}                 |
| 2. | Informer les utilisateurs concernés.     | Pensez à avertir le créateur de l'article, par exemple, en insérant le code ci-dessous sur sa page de discussion : {{subst:avertissement admissibilité à vérifier\|Sandra Golpe}} |

 (juillet 2018).
Sandra Golpe Cantalejo, née le 19 juin 1974 à San Fernando (province de Cadix, Espagne), est une journaliste et animatrice espagnole de télévision.

## Biographie
Sandra Golpe travaille à CNN+ de 1999 à 2008.
En octobre 2008, elle rejoint la chaîne privée Antena 3 où elle présente les informations.
En été 2016, elle anime l'émission Espejo público pendant que Susanna Griso est en vacances.